# Nazionale maschile di calcio dell'Italia nella cultura di massa
La nazionale di calcio dell'Italia ha assunto, nel corso dei decenni, un posto di rilievo nell'ambito socioculturale dell'Italia, arrivando a creare un sentimento convergente di attaccamento alla squadra e di unità del Paese, le cui storie oramai si intrecciano. A tutto ciò hanno contribuito le vittorie nel secondo dopoguerra, unito all'avvento dei mass media (come la televisione, la letteratura, il cinema, la canzone popolare, i giornali e internet), infatti la Coppa del Mondo FIFA vinta dagli Azzurri nel 1982 divenne un evento così penetrato dentro la storia d'Italia e nell'immaginario collettivo tanto da costituirsi come un tratto dell'identità nazionale.
In televisione, proprio la finale mondiale del 1982 vinta dagli Azzurri per 3-1 contro la Germania Ovest è stato il programma in assoluto più seguito nella storia della tv italiana, con 36,7 milioni di telespettatori, e da quando esiste il sistema Auditel di rilevamento degli ascolti televisivi italiani (1986), nella classifica dei 50 programmi più visti, ben 45 sono incontri della nazionale. Tra l'altro, gli incontri degli Azzurri in competizioni ufficiali devono essere trasmessi in chiaro e in diretta in quanto rientranti nell'elenco degli «eventi di particolare rilevanza per la società di cui deve essere assicurata la diffusione su palinsesti in chiaro», redatto nel 2012 dall'Autorità per le garanzie nelle comunicazioni. La conquista del quarto titolo mondiale, invece, fece segnare il record di vendite e di tiratura nella storia, per un quotidiano italiano: il 10 luglio 2006 La Gazzetta dello Sport ebbe oltre 2,3 milioni di copie vendute.
La sua popolarità della nazionale di calcio, ne fa oggetto e sfondo di alcuni lungometraggi, canzoni e testi letterari anche estranei all'ambito strettamente sportivo.

## Cinema
Nel film In nome del popolo italiano, diretto da Dino Risi nel 1971, il giudice istruttore Mariano Bonifazi (interpretato da Ugo Tognazzi), associa idealmente i peggiori vizi dell'italiano cialtrone e poco di buono nelle masse di tifosi che si erano riversate nelle strade, tra le urla festanti e gli atti di teppismo, a seguito di un'importante partita vinta dalla nazionale di calcio contro l'Inghilterra.
Pane e cioccolata, film del 1973 diretto da Franco Brusati e interpretato da Nino Manfredi nel ruolo di Giovanni "Nino" Garofoli, ha per tema l'emigrazione italiana in Svizzera. Nino si finge svizzero fin quando in un bar assiste alla telecronaca di una partita della nazionale di calcio italiana (anche in questo caso contro l'Inghilterra), dopo aver goffamente recitato la parte del biondo elvetico, ad una rete degli Azzurri, è incapace di trattenere la gioia irrefrenabile, esplodendo in un urlo liberatorio e venendo pertanto riconosciuto.
Sempre gli anni settanta sono il decennio in cui nasce la saga del ragionere Ugo Fantozzi, personaggio letterario e cinematografico italiano, ideato e interpretato da Paolo Villaggio, le cui storie sono narrate in una fortunata serie di dieci film dal 1975 al 1999 e il protagonista viene rappresentato come un accanito tifoso della nazionale di calcio dell'Italia, in cinque scene di altrettanti film. Ne Il secondo tragico Fantozzi (1976) il ragioniere viene obbligato da un superiore a partecipare, con colleghi e famiglie, a un cineforum perdendo la diretta televisiva dell'incontro Inghilterra-Italia; in Superfantozzi (1986), con un collega va a vedere allo stadio Olimpico di Roma la partita Italia-Scozia, restando invischiato in scontri con la tifoseria scozzese sia nel prepartita per le strade della città sia allo stadio durante l'incontro; infine in altri tre film (Fantozzi contro tutti del 1980, Fantozzi - Il ritorno del 1996 e Fantozzi 2000 - La clonazione del 1999) viene mostrato impegnato a tifare per la nazionale davanti al televisore di casa, mentre si svolgono alcune delle sue proverbiali disavventure.
Del 1990 è Italia-Germania 4-3, film diretto da Andrea Barzini e ispirato alla semifinale del campionato del mondo 1970, che fu definita la partita del secolo. Federico (Massimo Ghini), Antonio (Giuseppe Cederna) e Francesco (Fabrizio Bentivoglio), già compagni di liceo e di militanza politica, fanno una rimpatriata per guardare assieme, vent'anni dopo, l'incontro nuovamente trasmesso dalla Rai in quanto partita storica.
In Ovosodo (1997) di Paolo Virzì il piccolo protagonista Piero, in una scena gioca a calcio con un suo coetaneo, narrando a voce alta un calcio di rigore sbagliato da Paolo Rossi contro Harald Schumacher nella sfida Italia-Germania Ovest del 1982 (anche se in realtà nella finale contro i tedeschi, in quel mondiale, il rigore fu sbagliato da Antonio Cabrini che calciò il pallone fuori, alla sinistra del portiere).
Nel film del 1998 Così è la vita i tre fuggitivi protagonisti della pellicola, interpretati da Aldo, Giovanni e Giacomo, riescono a seguire la radiocronaca della partita Italia-Norvegia del campionato del mondo 1998, grazie ad un super orologio dell'impacciato agente di polizia Giacomo Poretti.
La meglio gioventù, film del 2003 diretto da Marco Tullio Giordana, racconta trentasette anni di storia italiana, dall'estate del 1966 fino alla primavera del 2003, tra cui l'estate del 1982 e il mondiale vinto dagli Azzurri intrecciato a episodi di vita quotidiana del protagonisti della pellicola.
Nel 2007, il film Notte prima degli esami - oggi diretto da Fausto Brizzi e sequel del film Notte prima degli esami dell'anno precedente, è ambientato in concomitanza con la corsa della Nazionale di calcio italiana alla vittoria dei Mondiali di calcio Germania 2006 e racconta le vicende di Luca Molinari (Nicolas Vaporidis), preso tra l'amore per l'addestratrice di delfini Azzurra (Carolina Crescentini) e l'immaturità del padre Paolo (Giorgio Panariello), il tutto alla soglia degli esami di maturità del ragazzo.
Paolo Virzì dirige anche nel 2018 un film, in questo caso drammatico e dal titolo Notti magiche, con un crimine commesso in una notte dell'estate del campionato del mondo 1990, precisamente il 3 luglio durante la semifinale fra Italia e Argentina. 
Il 2021 è l'anno del film Il Divin Codino, biografico diretto da Letizia Lamartire e incentrato sulla vita del calciatore Roberto Baggio, narrando anche le gesta dell'azzurro con la maglia della nazionale, soprattutto al campionato del mondo 1994.

## Radio e televisione
Gli incontri della nazionale di calcio dell'Italia sono trasmetti in radio e in televisione, sul territorio italiano, dall'emittente pubblica Rai che ne detiene l'esclusiva dei diritti in chiaro (fino al 2028). Tra l'altro, gli incontri degli Azzurri nelle competizioni ufficiali devono essere trasmessi in diretta televisiva e in chiaro in quanto rientranti nell'elenco degli «eventi di particolare rilevanza per la società di cui deve essere assicurata la diffusione su palinsesti in chiaro», redatto nel 2012 dall'Autorità per le garanzie nelle comunicazioni. Poiché negli ultimi anni la Rai e Sky Italia si sono divisi i diritti televisivi dei più importanti tornei di calcio per nazionali, gli incontri dell'Italia in questi eventi sono andati in onda anche in pay Tv su Sky Sport.
In televisione, proprio la finale mondiale del 1982 vinta dagli Azzurri per 3-1 contro la Germania Ovest è stata il programma in assoluto più seguito nella storia della tv italiana, con 36,7 milioni di telespettatori, e da quando esiste il sistema Auditel di rilevamento degli ascolti televisivi italiani (1986), nella classifica dei 50 programmi più visti, ben 45 sono incontri della nazionale.

### Programmi e serie televisive
Nel 1989 le aziende pubbliche televisive Rai (italiana) e TVE (spagnola), realizzarono una miniserie televisiva, diretta da Vittorio De Sisti, dal titolo Il colore della vittoria. La miniserie andata in onda in Italia nel 1990 racconta, in modo romanzato e con alcune inesattezze storiche, la vicenda della nazionale italiana di calcio al campionato del mondo 1934 e segue, in particolare, la storia di Attilio Ferraris, calciatore che fu convocato dal commissario tecnico azzurro Vittorio Pozzo contro la volontà del regime fascista, e che lo ripagò con grandi prestazioni culminate nella vittoria della Coppa Rimet. I protagonisti sono Adalberto Maria Merli, nel ruolo di Vittorio Pozzo, e Claudio Amendola, che interpreta Attilio Ferraris.
Tra i programmi televisivi dedicati alla nazionale di calcio dell'Italia, dagli anni duemiladieci vi è Diretta Azzurra, trasmissione di Raisport che segue da vicino gli atleti azzurri prima e dopo la partita in programma, oltre a dirette giornaliere in occasione dei ritiri della squadra al Centro tecnico federale Luigi Ridolfi.
Notte prima degli esami '82 è una miniserie televisiva italiana prodotta da Rai Fiction e da Italian International Film, trasmessa su Rai 1 in due puntate, il 23 e 24 maggio 2011. Nonostante la serie si basi sui film Notte prima degli esami e Notte prima degli esami - Oggi ed i personaggi siano gli stessi, il cast è stato totalmente cambiato. La miniserie è ambientata nell'estate 1982 in Italia, a Roma, durante il campionato mondiale di calcio di Spagna. Luca e i suoi amici Massi, Riccardo ed Alice sono agli ultimi giorni di scuola prima della Maturità.
Tra i programmi speciali dedicati agli Azzurri, vi fu la serata evento organizzata dalla FIGC e dalla Rai con i calciatori e lo staff partecipante al campionato d'Europa 2020, dal titolo Notte Azzurra, condotto da Amadeus e andato in onda su Rai1 il 1º giugno 2021.

### Cartoni animati
In occasione del campionato del mondo 1994 venne co-prodotta da Rai, Rever e Tokyo Movie Shinsha, una serie televisiva a cartoni animati italo-giapponese chiamata I ragazzi del Mundial, in cui l'anime realizzato ripercorreva la storia dell'evento dal 1930 al 1990, comprese quindi le vittorie e le celebri sconfitte della nazionale di calcio dell'Italia nel torneo della FIFA.
Nel periodo 2001-2002, l'anime Holly & Benji Forever, quarta serie animata del franchise Holly e Benji (Capitan Tsubasa in lingua giapponese) prodotto da Group TAC e Madhouse, tratto dall'omonimo manga di Yōichi Takahashi, propone negli episodi 23 e 24 una sfida tra le nazionali giovanili di Giappone e Italia, in un ipotetico "Torneo di Parigi", nella quale hanno la meglio i primi, pur riconoscendo agli Azzurri le proverbiali capacità difensive e di marcatura.

## Internet
Il sito internet ufficiale della nazionale di calcio dell'Italia è quello istituzionale della Federazione Italiana Giuoco Calcio, sotto la cui egida è posta la selezione azzurra, nel quale vi è dedicata un'apposita sezione riportante il palmares della squadra, le ultime notizie, il calendario degli eventi futuri, una media gallery con interviste video. Inoltre, nel sito vi è una sezione, valevole anche per tutte le altre nazionali FIGC sia maschili sia femminili, in cui si trovano le statistiche storiche inerenti agli incontri del passato.
Nel 2021 è stato realizzato il docufilm Sogno Azzurro, che ripercorre il cammino vincente della nazionale italiana al campionato d'Europa 2020, dall'esordio nel torneo a Roma con la Turchia fino alla finale di Londra contro l'Inghilterra che ha consegnato agli Azzurri il secondo titolo europeo. Una troupe televisiva ha vissuto per un mese insieme alla squadra, tra allenamenti, partite, viaggi e festeggiamenti. Realizzato con la collaborazione della FIGC, il docufilm è disponibile sulle piattaforme streaming di RaiPlay e Netflix.

## Musica
Un inno celebrativo della nazionale, commissionato nel 1997 dalla FIGC in occasione del suo primo centenario nel 1998, venne scritto dal cantautore Claudio Baglioni, che compose il brano Da me a te, presentato allo Stadio Ennio Tardini di Parma il 22 aprile 1998 in concomitanza dell'amichevole Italia-Paraguay. Il brano nato dall'idea dello stesso cantautore di raccontare «la storia della nazionale come storia di un Paese: errori e meriti, ferite e gioie, sconfitte e vittorie», nel testo ripercorre proprio il lato umano ed emotivo dell'epopea sportiva degli Azzurri, dalle imprese degli allora tre mondiali vinti alle disfatte di competizioni internazionali disputate in modo anonimo; un modo di porsi esplicitato già nell'incipit: «C'erano altri come noi / le storie della storia / di polvere e di gloria / uomini come noi».
Un nuovo inno venne realizzato nel 2006 dal gruppo musicale dei Pooh, dal titolo Cuore azzurro, che accompagnò la selezione nazionale nel corso del Germania 2006, vinto proprio dall'Italia. I proventi ricavati vennero devoluti interamente in beneficenza per il recupero dei bambini soldato della Sierra Leone. In Cuore Azzurro le musiche sono firmate da Roby Facchinetti, Dodi Battaglia e Red Canzian ed il testo da Valerio Negrini e Stefano D'Orazio; il brano è stato anche interpretato da tutti i calciatori della Nazionale di calcio italiana del 2006.
Sempre in quell'estate del 2006, la sigla della trasmissione sportiva radiofonica di Radio Deejay Deejay Football Club - Speciale Mondiali, condotta dal giornalista Ivan Zazzaroni, era formata dal brano Siamo una squadra fortissimi di Checco Zalone. La canzone era basata su una melodia orecchiabile e su un testo grottesco volutamente infarcito di gravi errori grammaticali, che divenne una sorta d'ironico inno non ufficiale della nazionale di calcio italiana. La vittoria della squadra italiana al mondiale ne favorì la diffusione come un vero e proprio "tormentone", giungendo alla prima posizione della classifica italiana il 14 luglio e rimandovi per cinque settimane, fino al 17 agosto.
L'ultimo inno celebrativo della nazionale italiana è, dal 2014, il brano Un amore così grande 2014 ricantato dal gruppo musicale dei Negramaro, la cui versione originale è stata interpretata nel 1976 da Mario Del Monaco e nel 1984 da Claudio Villa. La cover dei Negramaro è stata anche pubblicata come singolo su iTunes e il ricavato delle vendite è stato devoluto in beneficenza alle società ONLUS AISM e AISLA per sostenere le loro ricerche scientifiche contro la sclerosi.
Un accenno agli Azzurri vi è stato, nell'estate 2018, nel testo della canzone Questa nostra stupida canzone d'amore del gruppo musicale romano Thegiornalisti, che racconta una dichiarazione d'amore di un uomo, che confronta l'amore con la vittoria dell'Italia al campionato del mondo 2006 («Sai che ho vinto il mondiale da quando ci sei? Sei la Nazionale del 2006, ma dentro casa col vestito da sposa»). Tra l'altro quell'estate vide l'assenza dalla nazionale di calcio dell'Italia al campionato del mondo 2018, per la prima volta dopo sessanta anni, e la tristezza dei tifosi italiani per la mancata qualificazione degli Azzurri al torneo fu trattata nel brano L'inno dei non mondiali (Formentera 2018), singolo del trio comico Gli Autogol.
Sempre Gli Autogol hanno realizzato un nuovo brano sulla nazionale italiana nel 2021, per sostenerla al campionato d'Europa 2020, originariamente previsto per l'estate 2020 ma rinviato all'anno successivo a causa della pandemia di COVID-19 e vinto proprio dagli Azzurri. Il singolo ebbe il titolo Coro azzurro.

## Numismatica
Il rapporto tra la nazionale di calcio dell'Italia e la filatelia comincia negli anni 1930, con la conquista dei primi titoli da parte degli Azzurri, proseguendo nei decenni successivi per celebrare la vittoria di ulteriori trofei o festeggiare anniversari di date importanti. Nel settembre del 2023 la raccolta di questi francobolli è stata inserita in un libro a tiratura limitata realizzato dalla FIGC.
Nel 50º anniversario della morte di Vittorio Pozzo, storico CT azzurro, il 21 dicembre 2018 venne emesso un francobollo celebrativo dal titolo "Ritratto di Vittorio Pozzo e nazionale italiana di calcio degli anni '30". Il francobollo ebbe una tiratura di un milione di esemplari e fu stampato dall'Istituto Poligrafico e Zecca dello Stato con disegno a cura di M.C. Perrini.
Il 6 agosto 2021 venne emesso un francobollo ordinario, appartenente alla serie tematica "Lo Sport" e dedicato alla vittoria degli Azzurri al campionato d'Europa 2020, stampato dall'Istituto Poligrafico e Zecca dello Stato nella tiratura di cinquecentomila esemplari, con bozzetto a cura del Centro Filatelico della Direzione Operativa dell'istituto stesso. La vignetta raffigura la sagoma di un portiere nell'atto di effettuare una parata, con sopra una banda tricolore che attraversa la rete della porta e le scritte "Campione d’Europa 2020", “Italia” e l'indicazione tariffaria “B zona 1”.
Nel 2022, per celebrare i quarant'anni dalla conquista del campionato del mondo 1982, il Ministero delle imprese e del made in Italy emise un francobollo celebrativo dell'evento. Il francobollo, realizzato in collaborazione con la Fondazione Museo del Calcio e Poste Italiane, appartiene anch'esso alla serie tematica "Lo Sport" e vi sono disegnati il CT Enzo Bearzot con Paolo Rossi, capocannoniere del torneo, e Gaetano Scirea mentre in alto a destra è raffigurato il logo del Museo del Calcio. Il francobollo, disegnato da Fabio Abbati, ebbe una tiratura di quattrocentomilacinque esemplari e un valore di 5,50 euro.